# Ярок (Новосибірська область)
Ярок (рос. Ярок) — селище у Карасуцькому районі Новосибірської області Російської Федерації.
Входить до складу муніципального утворення Міське поселення місто Карасук. Населення становить 63 особи (2017).

## Історія
Згідно із законом від 2 червня 2004 року органом місцевого самоврядування є Міське поселення місто Карасук.

## Населення
| 2002 | 2007 | 2010 | 2014 | 2015 | 2016 | 2017 |
| ---- | ---- | ---- | ---- | ---- | ---- | ---- |
| 35   | ↘19  | ↗66  | ↘64  | →64  | ↗65  | ↘63  |